# NGC 319
NGC 319は、ほうおう座の方角に位置する渦巻銀河である。1834年9月5日にジョン・ハーシェルによって初めて発見された。